# Setmana Ciclista Valenciana
Die Setmana Ciclista Valenciana ist ein Etappenrennen im Frauenradsport, das 2017 erstmals ausgetragen wurde.
Das Rennen ging bei seiner ersten Austragung über vier Abschnitte, eines davon ein Mannschaftszeitfahren. Die Gesamtlänge der Strecke innerhalb der Valencianischen Gemeinschaft betrug rund 300 Kilometer. Das Rennen ist seit 2021 in die UCI-Kategorie 2.2 eingestuft.
Siegerin der ersten Austragung war die 21-jährige Dänin Cecilie Uttrup Ludwig, die auch die Nachwuchswertung gewann.

## Palmarès
| Jahr | Siegerin              | Zweite                | Dritte               |
| ---- | --------------------- | --------------------- | -------------------- |
| 2017 | Cecilie Uttrup Ludwig | Arlenis Sierra        | Ashleigh Moolman     |
| 2018 | Hannah Barnes         | Ashleigh Moolman      | Alicia González      |
| 2019 | Clara Koppenburg      | Soraya Paladin        | Ashleigh Moolman     |
| 2020 | Anna van der Breggen  | Clara Koppenburg      | Demi Vollering       |
| 2021 | Annemiek van Vleuten  | Mavi García           | Katrine Aalerud      |
| 2022 | Annemiek van Vleuten  | Cecilie Uttrup Ludwig | Marta Cavalli        |
| 2023 | Justine Ghekiere      | Ashleigh Moolman      | Amanda Spratt        |
| 2024 | Marlen Reusser        | Katarzyna Niewiadoma  | Niamh Fisher-Black   |
| 2025 | Demi Vollering        | Marlen Reusser        | Anna van der Breggen |